# Elektronisk fakturahantering
Elektronisk fakturahantering är ett arbetsflöde för att hantera och ta emot alla typer av inkommande fakturor: pappersfakturor, elektroniska fakturor som PDF och XML, bildfiler med mera. Ofta använder man tolkning av fakturorna och de kan då verifieras automatiskt och kan därefter till exempel matchas mot inköpsorder eller skickas vidare för automatisk attest. 